# Callitettix biformis
Callitettix biformis är en insektsart som beskrevs av Victor Lallemand 1927. Callitettix biformis ingår i släktet Callitettix och familjen spottstritar. Inga underarter finns listade i Catalogue of Life.